# Bầu cử Hoa Kỳ 2006
Bầu cử Hoa Kỳ 2006 là cuộc bầu cử toàn quốc Hoa Kỳ diễn ra vào thứ ba, ngày 7 tháng 11 năm 2006. Bầu cử liên bang được tổ chức hai năm một lần, cho nên cứ hai cuộc bầu cử thì có một lần diễn ra giữa nhiệm kỳ tổng thống. Cuộc tổng tuyển cử này xảy ra giữa nhiệm kỳ thứ nhì của tổng thống đương nhiệm George W. Bush, vì thế được gọi là một cuộc bầu cử giữa kỳ (midterm election).
Cuộc bầu cử này gồm có nhiều cuộc bầu cử địa phương thay vì một cuộc toàn quốc. Trong Quốc hội, toàn bộ 435 ghế trong Hạ nghị viện đều được bầu, và 33 trong 100 ghế trong Thượng nghị viện cũng được ra ứng cử. Tại mức địa phương, 36 trong 50 thống đốc tiểu bang cũng được bầu. Thêm vào đó, vô số chức vụ địa phương khác và nhiều cuộc trưng cầu dân ý cũng được đưa vào lá phiếu.
Khi kết quả bầu cử chưa được chính thức chứng nhận, Đảng Dân chủ đã thắng đa số chức thống đốc và giành đa số ghế trong Hạ viện lần đầu tiên từ năm 1994. Đảng Dân chủ cũng giành đa số tại Thượng viện sau khi họ giành được ghế tại Virginia, nơi kết quả không được chắc chắn cho đến 2 ngày sau.
Một số vấn đề khác được cử tri lựa chọn gồm có việc tăng mức lương tối thiểu (được thông qua trong trưng cầu dân ý trong 6 tiểu bang), cấm hôn nhân đồng tính (thông qua tại 7 trong 8 tiểu bang), hợp pháp hóa cần sa (không được thông qua trong cả hai tiểu bang có trưng cầu dân ý), hạn chế việc ưu đãi cho người thiểu số (affirmative action) (thông qua tại Michigan), hạn chế phá thai bằng cách đòi hỏi thông báo cho phụ huynh của vị thành niên muốn phá thai (không thông qua tại California và Oregon) hay cấm hầu hết mọi trường hợp phá thai (không thông qua tại South Dakota).

## Quốc hội

### Thượng nghị viện

Thành phần Thượng viện trước cuộc bầu cử:
2 Cộng hòa
2 Dân chủ
1 Cộng hòa, 1 Dân chủ
Kết hợp khác

Các ghế Thượng viện được bầu:
Cộng hòa tại chức
Cộng hòa về hưu
Dân chủ tại chức
Dân chủ về hưu
Độc lập về hưu
Không bầu

Thượng viện mới sau bầu cử
2 Cộng hòa
2 Dân chủ
1 Cộng hòa, 1 Dân chủ
1 Dân chủ, 1 độc lập

Theo Hiến pháp, cứ mỗi 2 năm thì 1/3 trong số ghế thượng nghị sĩ được bầu vào nhiệm kỳ 6 năm. Năm 2006, 33 thượng nghị sĩ thuộc "Khối 1" được bầu, với nhiệm kỳ bắt đầu từ ngày 3 tháng 1 năm 2007 và kết thúc vào ngày 3 tháng 1 năm 2013.
Trước cuộc bầu cử, Thượng nghị viện gồm có 55 Thượng nghị sĩ là thành viên đảng Cộng Hòa, 44 thành viên đảng Dân chủ, và 1 thành viên độc lập. Trước cuộc bầu cử, trong 33 ghế được bầu, 17 ghế được giữ bởi đảng viên Đảng Dân chủ, 15 ghế được giữ bởi đảng Cộng hòa, và một Thượng nghị sĩ độc lập đang về hưu. Đảng Cộng hòa đã giành đa số trong Thượng nghị viện từ năm 2003; để giành đa số, đảng Dân chủ phải giành thêm 6 ghế.
Kết quả cho thấy đảng Dân chủ giành thêm 5 ghế, tại Missouri, Montana, Ohio, Pennsylvania, và Rhode Island. Tại Virginia, ứng cử viên Dân chủ dẫn đầu, nhưng số phiếu quá gần nhau cho nên kết quả chưa được chắc chắn cho đến 2 ngày sau bầu cử. Sau khi thắng cử tại Virginia, đảng Dân chủ trở thành đảng đa số tại Thượng viện (hai nghị sĩ độc lập hứa sẽ đứng về phía Dân chủ).
Dưới đây là các ghế đang được bầu và kết quả bầu cử. Ứng cử viên đương nhiệm được đánh dấu bằng (*)
Chú thích tên đảng:
- D: Democratic - Dân chủ
- R: Republican - Cộng hòa
- CFL: Connecticut for Lieberman - một đảng được dựng lên cho ứng cử viên Joe Lieberman sau khi ông thua cuộc bầu cử sơ bộ cho đảng Dân chủ
- L: Libertarian - Tự do
- I: Independent - Độc lập (không đảng)
- DFL: Democratic-Farmer-Labor - Đảng Dân chủ tại Minnesota

| Đảng     | Không bầu | Thắng | Tổng số | Thêm/bớt |
| Dân chủ  | 27        | 22    | 49      | +5       |
| Cộng hòa | 40        | 9     | 49      | -6       |
| Độc lập  | 0         | 2     | 2       | +1       |

| Tiểu bang     | Dân chủ                    | Cộng hòa                 | Độc lập           | % Dân chủ | % Cộng hòa | % Độc lập |
| Arizona       | Jim Pederson               | Jon Kyl (*)              |                   | 44%       | 53%        |           |
| California    | Dianne Feinstein (*)       | Dick Mountjoy            |                   | 60%       | 35%        |           |
| Connecticut   | Ned Lamont                 | Alan Schlesinger         | Joe Lieberman (*) | 40%       | 10%        | 50%       |
| Delaware      | Tom Carper (*)             | Jan Ting                 |                   | 70%       | 29%        |           |
| Florida       | Bill Nelson (*)            | Katherine Harris         |                   | 60%       | 38%        |           |
| Hawaii        | Daniel Akaka (*)           | Cynthia Thielen          |                   | 61%       | 37%        |           |
| Indiana       |                            | Dick Lugar (*)           | Steve Osborn (L)  |           | 87%        | 13%       |
| Maine         | Jean Hay Bright            | Olympia Snowe (*)        |                   | 21%       | 74%        |           |
| Maryland      | Ben Cardin                 | Michael S. Steele        |                   | 54%       | 44%        |           |
| Massachusetts | Edward Kennedy (*)         | Kenneth Chase            |                   | 69%       | 31%        |           |
| Michigan      | Debbie Stabenow (*)        | Mike Bouchard            |                   | 57%       | 41%        |           |
| Minnesota     | Amy Klobuchar              | Mark Kennedy             |                   | 58%       | 38%        |           |
| Mississippi   | Erik Fleming               | Trent Lott (*)           |                   | 35%       | 64%        |           |
| Missouri      | Claire McCaskill           | Jim Talent (*)           |                   | 50%       | 47%        |           |
| Montana       | Jon Tester                 | Conrad Burns (*)         |                   | 49%       | 48%        |           |
| Nebraska      | Ben Nelson (*)             | Pete Ricketts            |                   | 64%       | 36%        |           |
| Nevada        | Jack Carter                | John Ensign (*)          |                   | 36%       | 55%        |           |
| New Jersey    | Robert Menendez (*)        | Thomas Kean, Jr.         |                   | 53%       | 45%        |           |
| New Mexico    | Jeff Bingaman (*)          | Allen McCulloch          |                   | 70%       | 30%        |           |
| New York      | Hillary Rodham Clinton (*) | John Spencer             |                   | 67%       | 31%        |           |
| Bắc Dakota    | Kent Conrad (*)            | Dwight Grotberg          |                   | 69%       | 29%        |           |
| Ohio          | Sherrod Brown              | Mike DeWine (*)          |                   | 56%       | 44%        |           |
| Pennsylvania  | Bob Casey, Jr.             | Rick Santorum (*)        |                   | 59%       | 41%        |           |
| Rhode Island  | Sheldon Whitehouse         | Lincoln Chafee (*)       |                   | 53%       | 47%        |           |
| Tennessee     | Harold Ford, Jr.           | Bob Corker               |                   | 48%       | 51%        |           |
| Texas         | Barbara Ann Radnofsky      | Kay Bailey Hutchison (*) |                   | 36%       | 62%        |           |
| Utah          | Pete Ashdown               | Orrin Hatch (*)          |                   | 31%       | 62%        |           |
| Vermont       |                            | Richard Tarrant          | Bernie Sanders    |           | 32%        | 65%       |
| Virginia      | Jim Webb                   | George Allen (*)         |                   | 50%       | 49%        |           |
| Washington    | Maria Cantwell (*)         | Mike McGavick            |                   | 58%       | 39%        |           |
| Tây Virginia  | Robert Byrd (*)            | John Raese               |                   | 64%       | 34%        |           |
| Wisconsin     | Herb Kohl (*)              | Robert Lorge             |                   | 67%       | 30%        |           |
| Wyoming       | Dale Groutage              | Craig Thomas (*)         |                   | 30%       | 70%        |           |

### Hạ nghị viện

Thành phần Hạ viện trước tổng tuyển cử

Theo Hiến pháp, toàn bộ 435 ghế trong Hạ viện được bầu cho nhiệm kỳ 2 năm. Nhiệm kỳ của Quốc hội thứ 110 sẽ bắt đầu vào ngày 3 tháng 1 năm 2007 và kết thúc vào ngày 3 tháng 1 năm 2009.
Trước cuộc tổng tuyển cử, Hạ nghị viện gồm có 229 ghế đảng Cộng hòa, 201 ghế đảng Dân chủ, 1 ghế Độc lập, và 4 ghế trống. Để chiếm đa số ghế, đảng Dân chủ cần thêm 15 ghế.
| Đảng    | Đảng      | Ghế  | Ghế  | Ghế | Ghế    | Phiếu phổ thông | Phiếu phổ thông | Phiếu phổ thông |
| Đảng    | Đảng      | 2004 | 2006 | +/− | %      | Số phiếu        | %               | +/−             |
| ------- | --------- | ---- | ---- | --- | ------ | --------------- | --------------- | --------------- |
|         | Dân chủ   | 202  | 233  | +31 | 53,6%  | 39.673.226      | 52,0%           | +5,4%           |
|         | Cộng hòa  | 232  | 202  | −30 | 46,4%  | 34.748.277      | 45,6%           | –3,6%           |
|         | Độc lập   | 1    | 0    | −1  | 0%     | 501.632         | 0,7%            | +0,1%           |
|         | Đảng khác | 0    | 0    | 0   | 0%     | 1.305.803       | 1,7%            | –1,9%           |
| Tổng số | Tổng số   | 435  | 435  | 0   | 100.0% | 76.228.938      | 100,0%          | 0               |

## Tiểu bang
Trong 36 tiểu bang, chức vị thống đốc cũng được bầu. Trong đó, 22 chức được giữ bởi đảng Cộng hòa, và 14 chức được giữ bởi đảng Dân chủ. Cử tri tại đảo Guam và quần đảo Virgin cũng bầu thống đốc. Thành phố Washington, D.C. cũng bầu một thị trưởng mới (chức vụ này tương đương với chức vụ thống đốc tiểu bang).
Đảng Dân chủ thắng 20 tiểu bang, trong khi đảng Cộng hòa thắng 16. Sau cuộc bầu cử, đảng Dân chủ sẽ giữ chức tại 28 tiểu bang trong khi Cộng hòa giữ chức trong 22 tiểu bang, trái với tình trạng trước bầu cử.
Sau đây là danh sách những nơi bầu thống đốc.
| Tiểu bang     | Dân chủ                  | Cộng hoà                  | Chú thích                                                             | % Dân chủ | % Cộng hoà |
| ------------- | ------------------------ | ------------------------- | --------------------------------------------------------------------- | --------- | ---------- |
| Alabama       | Lucy Baxley              | Bob Riley (*)             | Riley tranh cử nhiệm kỳ thứ nhì                                       | 42%       | 58%        |
| Alaska        | Tony Knowles             | Sarah Palin               | Thống đốc đương nhiệm, Frank Murkowski (R), thua trong bầu cử sơ bộ   | 41%       | 49%        |
| Arizona       | Janet Napolitano (*)     | Len Munsil                | Napolitano tranh cử nhiệm kỳ thứ 2                                    | 63%       | 35%        |
| Arkansas      | Mike Beebe               | Asa Hutchinson            | Thống đốc đương nhiệm, Mike Huckabee (R), không được ứng cử lần thứ 3 | 55%       | 41%        |
| California    | Phil Angelides           | Arnold Schwarzenegger (*) | Schwarzenegger tranh cử nhiệm kỳ đầy đủ đầu tiên                      | 39%       | 56%        |
| Colorado      | Bill Ritter              | Bob Beauprez              | Thống đốc đương nhiệm, Bill Owens (R), không được ứng cử lần thứ 3    | 56%       | 41%        |
| Connecticut   | John DeStefano, Jr.      | Jodi Rell (*)             | Rell tranh cử nhiệm kỳ đầy đủ đầu tiên                                | 35%       | 63%        |
| Florida       | Jim Davis                | Charlie Crist             | Thống đốc đương nhiệm, Jeb Bush (R), không được ứng cử lần thứ 3      | 45%       | 52%        |
| Georgia       | Mark Taylor              | Sonny Perdue (*)          | Purdue tranh cử nhiệm kỳ thứ nhì                                      | 38%       | 58%        |
| Hawaii        | Randy Iwase              | Linda Lingle (*)          | Lingle tranh cử nhiệm kỳ lần thứ nhì                                  | 35%       | 62%        |
| Idaho         | Jerry Brady              | C.L. "Butch" Otter        | Thống đốc đương nhiệm, Jim Risch (R), đang tranh cử phó thống đốc     | 44%       | 53%        |
| Illinois      | Rod Blagojevich (*)      | Judy Baar Topinka         | Blagojevich tranh cử nhiệm kỳ lần thứ nhì                             | 50%       | 40%        |
| Iowa          | Chet Culver              | Jim Nussle                | Thống đốc đương nhiệm, Tom Vilsack (D), đang về hưu                   | 54%       | 44%        |
| Kansas        | Kathleen Sebelius (*)    | Jim Barnett               | Sebelius tranh cử nhiệm kỳ lần thứ nhì                                | 58%       | 40%        |
| Maine         | John Baldacci (*)        | Chandler Woodcock         | Baldacci tranh cử nhiệm kỳ lần thứ nhì                                | 38%       | 30%        |
| Maryland      | Martin J. O'Malley       | Robert Ehrlich (*)        | Ehrlich tranh cử nhiệm kỳ lần thứ nhì                                 | 53%       | 46%        |
| Massachusetts | Deval Patrick            | Kerry Healey              | Thống đốc đương nhiệm, Mitt Romney (R), đang về hưu                   | 56%       | 35%        |
| Michigan      | Jennifer M. Granholm (*) | Dick DeVos                | Granholm tranh cử nhiệm kỳ lần thứ nhì                                | 56%       | 42%        |
| Minnesota     | Mike Hatch               | Tim Pawlenty (*)          | Pawlenty tranh cử nhiệm kỳ lần thứ nhì                                | 46%       | 47%        |
| Nebraska      | David Hahn               | Dave Heineman (*)         | Heineman tranh cử nhiệm kỳ đầy đủ đầu tiên                            | 24%       | 74%        |
| Nevada        | Dina Titus               | Jim Gibbons               | Thống đốc đương nhiệm, Kenny Guinn (R), không được ứng cử lần thứ 3   | 44%       | 48%        |
| New Hampshire | John Lynch (*)           | Jim Coburn                | Lynch tranh cử nhiệm kỳ lần thứ nhì                                   | 74%       | 26%        |
| New Mexico    | Bill Richardson (*)      | John Dendahl              | Richardson ứng cử nhiệm kỳ lần thứ nhì                                | 69%       | 31%        |
| New York      | Eliot Spitzer            | John Faso                 | Thống đốc đương nhiệm, George Pataki (R), đang về hưu                 | 69%       | 29%        |
| Ohio          | Ted Strickland           | Kenneth Blackwell         | Thống đốc đương nhiệm, Bob Taft (R) không được ứng cử lần thứ 3       | 60%       | 37%        |
| Oklahoma      | Brad Henry (*)           | Ernest Istook             | Henry tranh cử nhiệm kỳ lần thứ nhì                                   | 67%       | 33%        |
| Oregon        | Ted Kulongoski (*)       | Ron Saxton                | Kulongoski tranh cử nhiệm kỳ lần thứ nhì                              | 51%       | 43%        |
| Pennsylvania  | Ed Rendell (*)           | Lynn Swann                | Rendell tranh cử nhiệm kỳ lần thứ nhì                                 | 60%       | 40%        |
| Rhode Island  | Charles J. Fogarty       | Donald Carcieri (*)       | Carcieri tranh cử nhiệm kỳ lần thứ nhì                                | 49%       | 51%        |
| Nam Carolina  | Tommy Moore              | Mark Sanford (*)          | Sanford tranh cử nhiệm kỳ lần thứ nhì                                 | 45%       | 55%        |
| Nam Dakota    | Jack Billion             | Mike Rounds (*)           | Rounds tranh cử nhiệm kỳ lần thứ nhì                                  | 36%       | 62%        |
| Tennessee     | Phil Bredesen (*)        | Jim Bryson                | Bredesen tranh cử nhiệm kỳ lần thứ nhì                                | 69%       | 30%        |
| Texas         | Chris Bell               | Rick Perry (*)            | Perry tranh cử nhiệm kỳ đầy đủ lần thứ nhì                            | 30%       | 39%        |
| Vermont       | Scudder Parker           | Jim Douglas (*)           | Douglas tranh cử nhiệm kỳ lần thứ ba                                  | 41%       | 57%        |
| Wisconsin     | Jim Doyle (*)            | Mark Green                | Doyle tranh cử nhiệm kỳ lần thứ nhì                                   | 53%       | 45%        |
| Wyoming       | Dave Freudenthal (*)     | Ray Hunkins               | Freudenthal tranh cử nhiệm kỳ lần thứ nhì                             | 70%       | 30%        |

| Lãnh thổ                 | Đương nhiệm             | Đảng     | Địa vị                               | Các ứng cử viên dẫn đầu                        |
| ------------------------ | ----------------------- | -------- | ------------------------------------ | ---------------------------------------------- |
| Guam                     | Felix Camacho           | Cộng hòa | Ứng cử nhiệm kỳ lần thứ nhì          | Robert Underwood (D)                           |
| Quần đảo Virgin thuộc Mỹ | Charles Wesley Turnbull | Dân chủ  | Không được ứng cử nhiệm kỳ lần thứ 3 | John deJongh (D) Adlah "Foncie" Donastorg (R?) |

### Tiếng Việt
- Bầu cử Hoa Kỳ: Gió đã đổi chiều - BBC Tiếng Việt
- Nước Mỹ trước lúc bỏ phiếu giữa kỳ - BBC Tiếng Việt
- Diễn biến bầu cử giữa kỳ tại Mỹ
- Đảng Dân chủ ăn mừng chiến thắng
- Nhân tố Việt Nam trong bầu cử Mỹ - BBC Tiếng Việt
- Website cử tri Quận Cam, California Lưu trữ ngày 10 tháng 2 năm 2007 tại Wayback Machine
- Website cử tri Quận Santa Clara, California Lưu trữ ngày 1 tháng 11 năm 2006 tại Wayback Machine
- Website cử tri Quận Harris, Texas Lưu trữ ngày 16 tháng 7 năm 2006 tại Wayback Machine

### Tiếng Anh
- Election 2006 - The New York Times
- America Votes 2006 - CNN
- Elections 2006 - The Washington Post
- US Midterm Elections - BBC News